# Бессонов, Михаил Степанович
Михаил Степанович Бессонов (4 ноября 1918, Корюкина, Тобольская губерния — 23 апреля 2002, Белозерское, Курганская область) — участник Великой Отечественной войны, старшина, полный кавалер ордена Славы. После войны — тракторист в объединении «Белозерскагропромхимия».

## Биография
Михаил Бессонов родился 4 ноября 1918 года в семье крестьянина в деревне Большая Корюкина Белозерской волости Курганского уезда Тобольской губернии. В то время территория была под контролем Российского государства. Решением курганского облисполкома № 106 от 23 марта 1964 года деревни Большая Корюкина и Малая Корюкина объединены в деревню Корюкина Белозерского сельсовета Кетовского сельского района Курганской области. Ныне деревня Корюкина входит в Белозерский муниципальный округ Курганской области. Русский.
Окончил сельскую школу-семилетку, затем курсы водителей. Работал шофёром в Белозерской МТС.
12 января 1939 года был призван в Рабоче-крестьянскую Красную Армию Белозерским райвоенкоматом. Начало Великой Отечественной войны танкист Бессонов встретил на Дальнем Востоке. В декабре 1941 года в составе полка был направлен на фронт. Боевое крещение механик-водитель танка Бессонов принял в составе 9-й танковой дивизии в боях под Москвой.
В конце 1942 года начале 1943 года воевал на Северо-Кавказском направлении, освобождал Нальчик, а потом дрался с гитлеровцами на Курской дуге. С мая 1944 года механик-водитель танка Т-34 104-го отдельного танкового полка 5-й гвардейской кавалерийской дивизии 3-го гвардейского кавалерийского корпуса 3-го Белорусского, освобождал Белоруссию.
С 1944 года член ВКП(б), в 1952 году партия переименована в КПСС.
Отличился уже в первые дни операции «Багратион». 104-й танковый полк, где служил механиком-водителем старший сержант Бессонов, в составе конно-механизированной группы генерала Осликовского вошёл в прорыв противника юго-восточнее города Витебска. 25 июня 1944 года в бою у деревни Яново Бочаривского района Витебской области Бессонов, умело маневрируя, вывел танк в тыл противника. Внезапно атаковав с фланга обороняющихся гитлеровцев, танкисты подбили штурмовое орудие, раздавили гусеницами миномётную установку, пройдя вдоль траншеи, гусеницами и огнём из пулемёта уничтожили несколько десятков гитлеровцев. В самый разгар боя прямым попаданием танк был повреждён: заклинило башню, вышло из строя управление. Механик-водитель сумел вывести почти неуправляемую машину из под огня. Когда мотор окончательно заглох, Бессонов с командиром и заряжающим заняли оборону, отбили несколько атак гитлеровцев. Когда подошла помощь, перед неподвижным танком лежало более 20 трупов фашистов. Приказом по частям 5-й гвардейской кавалерийской дивизии от 24 июля 1944 года старший сержант Бессонов Михаил Степанович награждён орденом Славы 3-й степени.
Отремонтировав машину, Михаил Бессонов вместе с товарищами продолжал наступление. В боях за посёлок Ленинский, под Минском, их экипаж ворвался в расположение противника и гусеницами раздавил противотанковое орудие и пулемётную точку с расчётом. Михаил Бессонов был ранен, но сражался до конца боя.
Зимой 1945 года отважный танкист сражался со своим полком уже в составе 2-го Белорусского фронта на территории Восточной Пруссии и Польши. 20 января 1945 года в бою за железнодорожную станцию Мушакен в районе города Алленштайн танк, в котором механиком-водителем был Бессонов, уничтожил две пушки, пять автомашин, несколько пулемётных точек и до сорока солдат и офицеров противника. Приказом по войскам 2-го Белорусского фронта от 17 февраля 1945 года старший сержант Бессонов Михаил Степанович награждён орденом Славы 2-й степени.
Вместе с полком старшина Бессонов штурмовал Берлин. С 30 апреля и 1 мая 1945 года в составе экипажа истребил около 20 солдат и офицеров противника, вывел из строя 5 орудий, подавил несколько огневых точек врага. Войну старшина Бессонов закончил на берегах Эльбы. 1 мая 1945 года он был тяжело ранен. День Победы встретил в госпитале. Указом Президиума Верховного Совета СССР от 29 июня 1945 года за образцовое выполнение заданий командования в боях с немецко-фашистскими захватчиками старшина Бессонов Михаил Степанович награждён орденом Славы 1-й степени. Стал полным кавалером ордена Славы.
В октябре 1945 года М. С. Бессонов был демобилизован. Вернулся в родные края. Жил в селе Белозерском Курганской области. Работал трактористом в объединении «Белозерскагропромхимия».
Михаил Степанович Бессонов умер 23 апреля 2002 года. Похоронен на кладбище села Белозерского Белозерского района Курганской области, ныне село — административный центр Белозерского муниципального округа той же области.

## Награды
- Орден Отечественной войны I степени, 6 апреля 1985 года[2]
- Орден Красной Звезды, 21 ноября 1944 года[3]
- Орден Славы I степени № 1113, 29 июня 1945 года[4][5][6]
- Орден Славы II степени № 10672, 17 февраля 1945 года[7]
- Орден Славы III степени № 104381, 24 июля 1944 года[8]
- Медаль «За отвагу», 5 июля 1944 года[9]
- другие медали.

## Память
- В деревне Корюкина именем М. С. Бессонова названа улица.
- Избирательный участок № 212 в Белозерском районе носит имя М. С. Бессонова с декабря 2017 года[10]
- «Избирательный участок № 35 имени полного кавалера ордена Славы, ордена Отечественной войны I степени, ордена Красной Звезды Михаила Степановича Бессонова» в деревне Корюкина Белозерского сельсовета Белозерского района Курганской области, с сентября 2019 года[11].
- Мемориальная доска, д. Корюкина, ул. Конституции, 20, открыта 22 июня 2019 года — 55°48′38″ с. ш. 65°34′22″ в. д.HGЯO[12]

## Семья
Михаил Бессонов был женат, с супругой воспитал шестерых детей.